# Lijst van gouverneurs-generaal van Canada
Dit is een lijst van gouverneurs-generaal van Canada sinds het begin van de Canadese Confederatie (1867).

## Brits
| Naam                                  | Termijn   | Soeverein   |
| ------------------------------------- | --------- | ----------- |
| Charles Stanley Monck                 | 1867–1869 | Victoria    |
| John Young                            | 1869–1872 | Victoria    |
| Frederick Hamilton-Temple-Blackwood   | 1872–1878 | Victoria    |
| John Campbell                         | 1878–1883 | Victoria    |
| Henry Petty-FitzMaurice               | 1883–1888 | Victoria    |
| Frederick Arthur Stanley              | 1888–1893 | Victoria    |
| John Hamilton-Gordon                  | 1893–1898 | Victoria    |
| Gilbert John Elliot-Murray-Kynynmound | 1898–1904 | Victoria    |
| Gilbert John Elliot-Murray-Kynynmound | 1898–1904 | Eduard VII  |
| Albert Grey                           | 1904–1911 |             |
| Albert Grey                           | 1904–1911 | George V    |
| Arthur van Connaught en Strathearn    | 1911–1916 |             |
| Victor Cavendish                      | 1916–1921 |             |
| Julian Byng                           | 1921–1926 |             |
| George Freeman Thomas                 | 1926–1931 |             |
| Vere Brabazon Ponsonby                | 1931–1935 |             |
| John Buchan                           | 1935–1940 |             |
| John Buchan                           | 1935–1940 | Eduard VIII |
| John Buchan                           | 1935–1940 | George VI   |
| Alexander van Teck                    | 1940–1946 |             |
| Harold Alexander                      | 1946–1952 |             |

## Canadees
| Naam                 | Termijn    | Soeverein    |
| -------------------- | ---------- | ------------ |
| Vincent Massey       | 1952–1959  | Elizabeth II |
| Georges Vanier       | 1959–1967  | Elizabeth II |
| Roland Michener      | 1967–1974  | Elizabeth II |
| Jules Léger          | 1974–1979  | Elizabeth II |
| Edward Schreyer      | 1979–1984  | Elizabeth II |
| Jeanne Sauvé         | 1984–1990  | Elizabeth II |
| Ramon John Hnatyshyn | 1990–1995  | Elizabeth II |
| Roméo LeBlanc        | 1995–1999  | Elizabeth II |
| Adrienne Clarkson    | 1999–2005  | Elizabeth II |
| Michaëlle Jean       | 2005–2010  | Elizabeth II |
| David Johnston       | 2010–2017  | Elizabeth II |
| Julie Payette        | 2017–2021  | Elizabeth II |
| Mary Simon           | 2021–heden | Charles III  |